# モンガラカワハギ
モンガラカワハギ（紋殻皮剥　学名：Balistoides conspicillum）は、フグ目モンガラカワハギ科に分類される魚。

## 分布
インド洋、西太平洋

## 形態
全長30センチメートル。体形は側偏する。全身は黒く、白く大きい円形の斑紋が入る。背面には黄色い網目状の斑紋が入る。口の周囲は黄色やオレンジ色。第1背鰭は3本の棘条からなり、特に第1棘条が発達する。普段は第1背鰭は収納されている。内臓にはシガテラ毒という毒性があり、日本では食用として使われていない。

## 生態
熱帯や亜熱帯の沿岸部にある岩礁や珊瑚礁等に生息する。単独もしくはペアで生活する。昼行性で、夜間は岩やサンゴの隙間で休む。危険を感じると岩やサンゴの隙間に入り、第1背鰭と胸鰭を立てて体を固定し引っ張り出されない様にする。
食性は雑食で、甲殻類、貝類、ウニ、藻類等を食べる。
繁殖形態は卵生。

## 人間との関係
ペットとして飼育されることもある。入手法としては潜水による採集や釣り等がある。歯が鋭く鰭には棘があり、特に噛まれると裂傷や内出血、外出血を伴う外傷を負うこともあるため扱いには注意が必要。協調性に欠け同種他種問わず攻撃するため、基本的に単独で飼育する。餌付きはよく、人工飼料や乾燥飼料にも餌付く。